# بنیامین تطیلی

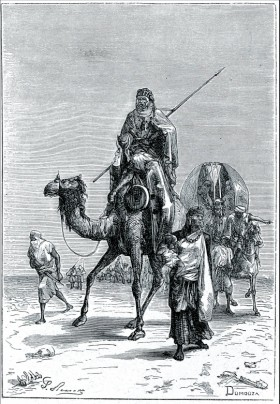
بنیامین تطیلی در گذر از صحرا، اثری مربوط به سدهٔ نوزدهم میلادی

بنیامینِ تُطیْلی یا بنیامین تودلایی (به عبری: בִּנְיָמִין מִטּוּדֶלָה)(مرگ پس از ۱۱۷۳ میلادی) جهانگرد، ماجراجو، بازرگان و خاخام یهودی ناواری بود. او در سدهٔ دوازدهم میلادی به اروپا، آسیا و آفریقا سفر کرد. او که آشنایی گسترده‌ای به زبان‌های شرقی به ویژه عربی داشته آگاهی‌هایی سودمند از جغرافیا و یهودیت برجای گذاشته در سده‌های میانه ارزشمند است. می‌نماید که بنیامین تطیلی نخستین سیاح اروپایی‌است که به خاورزمین آمده‌است.
او سفرش را پیرامون سال ۱۱۶۵ از شمال خاوری اسپانیا را برای زیارت به سوی اورشلیم آغاز کرد. می‌نماید که برای آغاز این سفر انگیزهٔ بازرگانی هم داشته‌است. همچنین گویا او در اندیشهٔ مشخص نمودن جامعه‌های یهودی در راه اورشلیم بوده‌است. او راه درازی را پیمود و با کسان بسیاری دیدار نمود و شهر به شهر آمار یهودیان را گزارش نموده و از رویدادهایی سخن می‌راند.

## سفر
او از باشندگان شهر تطیله(تودلا) در پادشاهی ناوار آن روزگار بود. او سفرش را پیرامون ۱۱۶۱ میلادی از زاراگوزا آغاز کرد و به فرانسه رفت و در مارسی بر کشتی نشست. سپس از جنوا، پیزا، رم، یونان و قسطنطنیه دیدار نمود. آنگاه به آسیا در آمد و آسیای کوچک و سوریه و لبنان و فلسطین و شمال میان‌رودان را دید. سپس پیرامون ۱۱۶۸ به بغداد رفت و ره به سوی ایران پویید. آنگاه به شبه‌جزیره عربستان رفت و از آن سرزمین به مصر و آفریقای شمالی. و سرانجام پیرامون ۱۱۷۱ تا ۱۱۷۳ میلادی به شبه‌جزیره ایبری بازگشت.

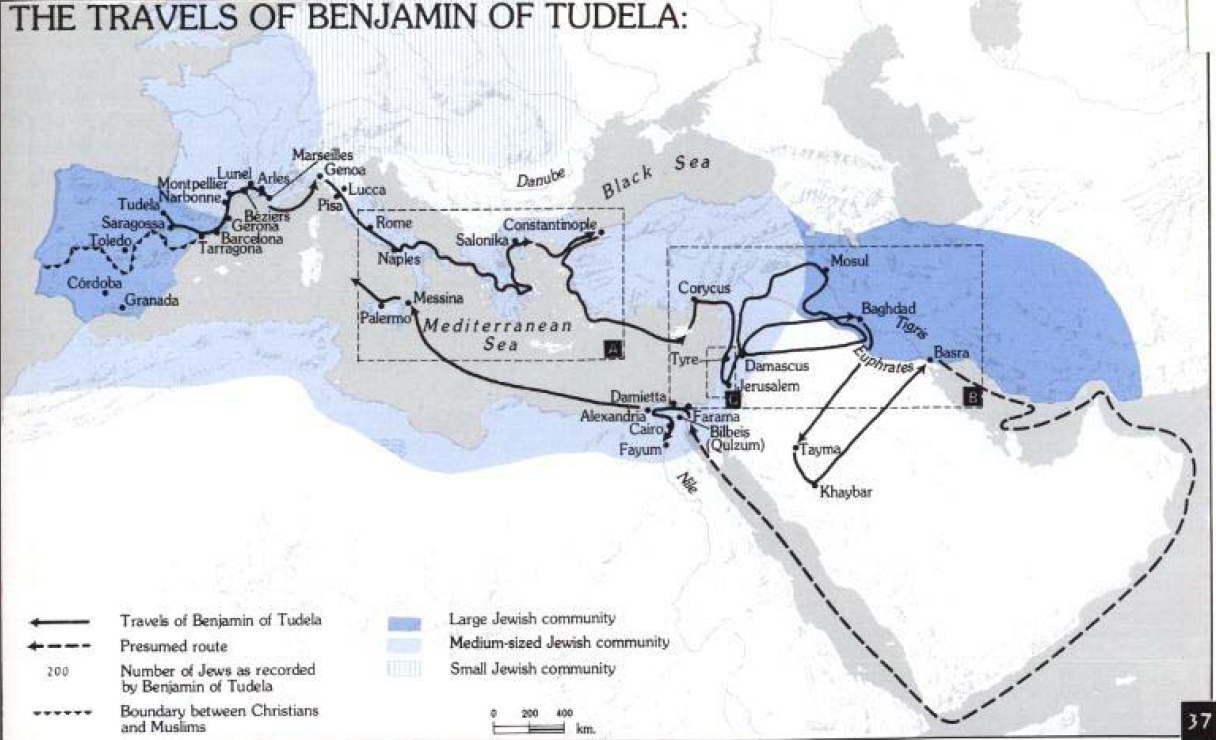
مسیر حرکت بنیامین تطیلی

او شهرهای بصره و شوش و کیش را دیده‌است. نیز از شوش و از راه صیمره و سیروان به همدان رفته‌است. اگرچه او شهرهای بیشتری را در ایران ندید ولی از راه شنیده‌ها آگاهی‌هایی نیز از شیراز و اصفهان و سمرقند و حتی تبت داده‌است.

## کتاب بنیامین
شرح سیاحت او در کتابی گردآوری شده‌است. متن عبری سیاحتنامهٔ او نخستین بار در ۱۵۴۳ میلادی در قسطنطنیه به چاپ رسید و ترجمهٔ لاتین آن ۱۵۷۵ میلادی در آنورس نشر شد.
می‌نماید این کتاب پس از مرگ او از روی یادداشت‌های روزانهٔ بنیامین –که در زمان سفر نوشته- گردآوری شده‌باشد. این کتاب نه تنها برای آمار ارزشمندی که دربارهٔ زندگی یهودیان در شهرهای جهان آورده بلکه دربارهٔ آمیزهٔ نژادی خاورمیانه در آن روزگار هم منبع سودمندی‌است. کتاب سفرهای بنیامین تاکنون به بیشتر زبان‌های اروپایی ترجمه شده‌است.

## ترجمه به فارسی
سفرنامهٔ بنیامین تودلایی به زبان فارسی با مشخصات زیر ترجمه شده‌است:
- ب‍ن‍ی‍ام‍ی‍ن ت‍ودلای‍ی، س‍ف‍رن‍ام‍هٔ راب‍ی ب‍ن‍ی‍ام‍ی‍ن ت‍و دولای‍ی، ت‍رج‍م‍هٔ م‍ه‍وش ن‍اطق، از م‍ت‍ن آل‍م‍ان‍ی گ‍رون‍ه‍وت و م‍ارک‍وس آدل‍ر، وی‍راس‍ت‍ار ن‍اص‍ر پ‍ورپ‍ی‍رار و م‍ق‍اب‍ل‍ه ب‍ا ت‍رج‍م‍ه ان‍گ‍ل‍ی‍س‍ی آش‍ر، ت‍ه‍ران: ک‍ارن‍گ، ۱۳۸۰.